# The Fortune Hunter
The Fortune Hunter er en amerikansk stumfilm fra 1914 af Barry O'Neil.

## Medvirkende
- William Elliott som Nat Duncan
- George Soule Spencer som Harry Kellogg
- Charles Brandt som Sam Graham
- Ethel Clayton som Betty Graham
- Betty Brice som Josie Lockwood